# Cup of China
Cup of China – międzynarodowe zawody w łyżwiarstwie figurowym seniorów rozgrywane w Chinach. Zawody są organizowane przez Chiński Związek Łyżwiarski. W latach 2003–2017 wchodziły w cykl zawodów Grand Prix organizowanych przez Międzynarodową Unię Łyżwiarską. W jego trakcie rozgrywane są zawody w jeździe indywidualnej kobiet i mężczyzn oraz par sportowych i tanecznych.

## Medaliści

### Soliści
| Rok                               | Miasto    | Złoto            | Srebro            | Brąz              | Źr.    |
| --------------------------------- | --------- | ---------------- | ----------------- | ----------------- | ------ |
| 2003                              | Pekin     | Timothy Goebel   | Brian Joubert     | Li Chengjiang     |        |
| 2004                              | Pekin     | Jeffrey Buttle   | Li Chengjiang     | Stefan Lindemann  |        |
| 2005                              | Pekin     | Emanuel Sandhu   | Stéphane Lambiel  | Andriej Griaziew  | [ 1 ]  |
| 2006                              | Nankin    | Evan Lysacek     | Siergiej Dawydow  | Emanuel Sandhu    | [ 2 ]  |
| 2007                              | Harbin    | Johnny Weir      | Evan Lysacek      | Stéphane Lambiel  | [ 3 ]  |
| 2008                              | Pekin     | Jeremy Abbott    | Stephen Carriere  | Tomáš Verner      | [ 4 ]  |
| 2009                              | Pekin     | Nobunari Oda     | Evan Lysacek      | Siergiej Woronow  | [ 5 ]  |
| 2010                              | Pekin     | Takahiko Kozuka  | Brandon Mroz      | Tomáš Verner      | [ 6 ]  |
| 2011                              | Szanghaj  | Jeremy Abbott    | Nobunari Oda      | Song Nan          | [ 7 ]  |
| 2012                              | Szanghaj  | Tatsuki Machida  | Daisuke Takahashi | Siergiej Woronow  | [ 8 ]  |
| 2013                              | Pekin     | Yan Han          | Maksim Kowtun     | Takahiko Kozuka   | [ 9 ]  |
| 2014                              | Szanghaj  | Maksim Kowtun    | Yuzuru Hanyū      | Richard Dornbush  | [ 10 ] |
| 2015                              | Pekin     | Javier Fernández | Jin Boyang        | Yan Han           | [ 11 ] |
| 2016                              | Pekin     | Patrick Chan     | Jin Boyang        | Siergiej Woronow  | [ 12 ] |
| 2017                              | Pekin     | Michaił Kolada   | Jin Boyang        | Max Aaron         | [ 13 ] |
| Zawody nie odbyły się w 2018 roku |           |                  |                   |                   |        |
| 2019                              | Chongqing | Jin Boyang       | Yan Han           | Matteo Rizzo      | [ 14 ] |
| 2020                              | Chongqing | Jin Boyang       | Yan Han           | Chen Yudong       | [ 15 ] |
| 2023                              | Chongqing | Adam Siao Him Fa | Shōma Uno         | Michaił Szajdorow | [ 16 ] |

### Solistki
| Rok                               | Miasto    | Złoto                    | Srebro              | Brąz                     | Źr.    |
| --------------------------------- | --------- | ------------------------ | ------------------- | ------------------------ | ------ |
| 2003                              | Pekin     | Ołena Laszenko           | Yoshie Onda         | Fumie Suguri             |        |
| 2004                              | Pekin     | Irina Słucka             | Wiktorija Wołczkowa | Joannie Rochette         |        |
| 2005                              | Pekin     | Irina Słucka             | Mao Asada           | Shizuka Arakawa          | [ 1 ]  |
| 2006                              | Nankin    | Júlia Sebestyén          | Yukari Nakano       | Emily Hughes             | [ 2 ]  |
| 2007                              | Harbin    | Kim Yu-na                | Caroline Zhang      | Carolina Kostner         | [ 3 ]  |
| 2008                              | Pekin     | Kim Yu-na                | Miki Andō           | Laura Lepistö            | [ 4 ]  |
| 2009                              | Pekin     | Akiko Suzuki             | Kiira Korpi         | Joannie Rochette         | [ 5 ]  |
| 2010                              | Pekin     | Miki Andō                | Akiko Suzuki        | Alona Leonowa            | [ 6 ]  |
| 2011                              | Szanghaj  | Carolina Kostner         | Mirai Nagasu        | Adelina Sotnikowa        | [ 7 ]  |
| 2012                              | Szanghaj  | Mao Asada                | Julija Lipnicka     | Kiira Korpi              | [ 8 ]  |
| 2013                              | Pekin     | Anna Pogoriła            | Adelina Sotnikowa   | Carolina Kostner         | [ 9 ]  |
| 2014                              | Szanghaj  | Jelizawieta Tuktamyszewa | Julija Lipnicka     | Kanako Murakami          | [ 10 ] |
| 2015                              | Pekin     | Mao Asada                | Rika Hongo          | Jelena Radionowa         | [ 11 ] |
| 2016                              | Pekin     | Jelena Radionowa         | Kaetlyn Osmond      | Jelizawieta Tuktamyszewa | [ 12 ] |
| 2017                              | Pekin     | Alina Zagitowa           | Wakaba Higuchi      | Jelena Radionowa         | [ 13 ] |
| Zawody nie odbyły się w 2018 roku |           |                          |                     |                          |        |
| 2019                              | Chongqing | Anna Szczerbakowa        | Satoko Miyahara     | Jelizawieta Tuktamyszewa | [ 17 ] |
| 2020                              | Chongqing | Chen Hongyi              | Angel Li            | Jin Minzhi               | [ 18 ] |
| 2023                              | Chongqing | Hana Yoshida             | Rinka Watanabe      | Loena Hendrickx          | [ 19 ] |

### Pary sportowe
| Rok                               | Miasto    | Złoto                                    | Srebro                                | Brąz                                    | Źr.    |
| --------------------------------- | --------- | ---------------------------------------- | ------------------------------------- | --------------------------------------- | ------ |
| 2003                              | Pekin     | Shen Xue / Zhao Hongbo                   | Pang Qing / Tong Jian                 | Marija Pietrowa / Aleksiej Tichonow     |        |
| 2004                              | Pekin     | Shen Xue / Zhao Hongbo                   | Zhang Dan / Zhang Hao                 | Valérie Marcoux / Craig Buntin          |        |
| 2005                              | Pekin     | Marija Pietrowa / Aleksiej Tichonow      | Pang Qing / Tong Jian                 | Dorota Zagórska / Mariusz Siudek        | [ 1 ]  |
| 2006                              | Nankin    | Shen Xue / Zhao Hongbo                   | Pang Qing / Tong Jian                 | Alona Sawczenko / Robin Szolkowy        | [ 2 ]  |
| 2007                              | Harbin    | Pang Qing / Tong Jian                    | Keauna McLaughlin / Rockne Brubaker   | Jessica Miller / Ian Moram              | [ 3 ]  |
| 2008                              | Pekin     | Zhang Dan / Zhang Hao                    | Tetiana Wołosożar / Stanisław Morozow | Pang Qing / Tong Jian                   | [ 4 ]  |
| 2009                              | Pekin     | Shen Xue / Zhao Hongbo                   | Zhang Dan / Zhang Hao                 | Tetiana Wołosożar / Stanisław Morozow   | [ 5 ]  |
| 2010                              | Pekin     | Pang Qing / Tong Jian                    | Sui Wenjing / Han Cong                | Caitlin Yankowskas / John Coughlin      | [ 6 ]  |
| 2011                              | Szanghaj  | Yūko Kawaguchi / Aleksandr Smirnow       | Zhang Dan / Zhang Hao                 | Kirsten Moore-Towers / Dylan Moscovitch | [ 7 ]  |
| 2012                              | Szanghaj  | Pang Qing / Tong Jian                    | Yūko Kawaguchi / Aleksandr Smirnow    | Ksienija Stołbowa / Fiodor Klimow       | [ 8 ]  |
| 2013                              | Pekin     | Alona Sawczenko / Robin Szolkowy         | Pang Qing / Tong Jian                 | Peng Cheng / Zhang Hao                  | [ 9 ]  |
| 2014                              | Szanghaj  | Peng Cheng / Zhang Hao                   | Yu Xiaoyu / Jin Yang                  | Wang Xuehan / Wang Lei                  | [ 10 ] |
| 2015                              | Pekin     | Yūko Kawaguchi / Aleksandr Smirnow       | Sui Wenjing / Han Cong                | Yu Xiaoyu / Jin Yang                    | [ 11 ] |
| 2016                              | Pekin     | Yu Xiaoyu / Zhang Hao                    | Peng Cheng / Jin Yang                 | Lubow Iluszeczkina / Dylan Moscovitch   | [ 12 ] |
| 2017                              | Pekin     | Sui Wenjing / Han Cong                   | Yu Xiaoyu / Zhang Hao                 | Kirsten Moore-Towers / Michael Marinaro | [ 13 ] |
| Zawody nie odbyły się w 2018 roku |           |                                          |                                       |                                         |        |
| 2019                              | Chongqing | Sui Wenjing / Han Cong                   | Peng Cheng / Jin Yang                 | Lubow Iluszeczkina / Charlie Bilodeau   | [ 20 ] |
| 2020                              | Chongqing | Peng Cheng / Jin Yang                    | Wang Yuchen / Huang Yihang            | Zhu Daizifei / Liu Yuhang               | [ 21 ] |
| 2023                              | Chongqing | Deanna Stellato-Dudek / Maxime Deschamps | Rebecca Ghilardi / Filippo Ambrosini  | Peng Cheng / Wang Lei                   | [ 22 ] |

### Pary taneczne
| Rok                               | Miasto    | Złoto                                   | Srebro                                 | Brąz                                         | Źr.    |
| --------------------------------- | --------- | --------------------------------------- | -------------------------------------- | -------------------------------------------- | ------ |
| 2003                              | Pekin     | Tatjana Nawka / Roman Kostomarow        | Ołena Hruszyna / Rusłan Honczarow      | Isabelle Delobel / Olivier Schoenfelder      |        |
| 2004                              | Pekin     | Tanith Belbin / Benjamin Agosto         | Galit Chait / Siergiej Sachnowski      | Marie-France Dubreuil / Patrice Lauzon       |        |
| 2005                              | Pekin     | Tatjana Nawka / Roman Kostomarow        | Galit Chait / Siergiej Sachnowski      | Megan Wing / Aaron Lowe                      | [ 1 ]  |
| 2006                              | Nankin    | Oksana Domnina / Maksim Szabalin        | Tanith Belbin / Benjamin Agosto        | Jana Chochłowa / Siergiej Nowicki            | [ 2 ]  |
| 2007                              | Harbin    | Tanith Belbin / Benjamin Agosto         | Oksana Domnina / Maksim Szabalin       | Federica Faiella / Massimo Scali             | [ 3 ]  |
| 2008                              | Pekin     | Oksana Domnina / Maksim Szabalin        | Tanith Belbin / Benjamin Agosto        | Jana Chochłowa / Siergiej Nowicki            | [ 4 ]  |
| 2009                              | Pekin     | Tanith Belbin / Benjamin Agosto         | Jana Chochłowa / Siergiej Nowicki      | Federica Faiella / Massimo Scali             | [ 5 ]  |
| 2010                              | Pekin     | Nathalie Péchalat / Fabian Bourzat      | Jekatierina Bobrowa / Dmitrij Sołowjow | Federica Faiella / Massimo Scali             | [ 6 ]  |
| 2011                              | Szanghaj  | Jekatierina Bobrowa / Dmitrij Sołowjow  | Maia Shibutani / Alex Shibutani        | Pernelle Carron / Lloyd Jones                | [ 7 ]  |
| 2012                              | Szanghaj  | Nathalie Péchalat / Fabian Bourzat      | Jekatierina Bobrowa / Dmitrij Sołowjow | Kaitlyn Weaver / Andrew Poje                 | [ 8 ]  |
| 2013                              | Pekin     | Nathalie Péchalat / Fabian Bourzat      | Jekatierina Bobrowa / Dmitrij Sołowjow | Madison Chock / Evan Bates                   | [ 9 ]  |
| 2014                              | Szanghaj  | Gabriella Papadakis / Guillaume Cizeron | Maia Shibutani / Alex Shibutani        | Anna Cappellini / Luca Lanotte               | [ 10 ] |
| 2015                              | Pekin     | Anna Cappellini / Luca Lanotte          | Madison Chock / Evan Bates             | Jelena Iljinych / Rusłan Żyganszyn           | [ 11 ] |
| 2016                              | Pekin     | Maia Shibutani / Alex Shibutani         | Kaitlyn Weaver / Andrew Poje           | Aleksandra Stiepanowa / Iwan Bukin           | [ 12 ] |
| 2017                              | Pekin     | Gabriella Papadakis / Guillaume Cizeron | Madison Chock / Evan Bates             | Jekatierina Bobrowa / Dmitrij Sołowjow       | [ 13 ] |
| Zawody nie odbyły się w 2018 roku |           |                                         |                                        |                                              |        |
| 2019                              | Chongqing | Wiktorija Sinicyna / Nikita Kacałapow   | Madison Chock / Evan Bates             | Laurence Fournier Beaudry / Nikolaj Sørensen | [ 23 ] |
| 2020                              | Chongqing | Wang Shiyue / Liu Xinyu                 | Chen Hong / Sun Zhuoming               | Ning Wanqi / Wang Chao                       | [ 24 ] |
| 2023                              | Chongqing | Piper Gilles / Paul Poirier             | Marjorie Lajoie / Zachary Lagha        | Caroline Green / Michael Parsons             | [ 25 ] |